# Przyszłość (film)
Przyszłość (wł. Il futuro) – dramat filmowy w koprodukcji włosko-hiszpańsko-niemiecko-chilijskiej z 2013 w reżyserii Alicii Scherson, z Manuelą Martelli i Nicolasem Vaporidisem w rolach głównych, którego scenariusz powstał na motywach powieści Roberto Bolaño Una novelita lumpen.
Film Alicii Scherson został nagrodzony w dwóch kategoriach na festiwalu filmowym w Huelvie w 2013: dla najlepszej roli kobiecej oraz dla najlepszego reżysera oraz na festiwalu filmowym w Rotterdamie (nagroda dla reżysera). Na Sundance Film Festival w tym samym roku obraz otrzymał nominację do nagrody jury dla najlepszego filmu dramatycznego.

## Fabuła
Dwaj bracia nastolatkowie zostają nagle sierotami. Powoli ich życie coraz bardziej zostaje związane ze światem przestępstwa i prostytucji. Na ich codzienne wybory wpływają źli koledzy. Nadzieją dla rodziny staje się emerytowany aktor z filmów o siłaczach, gwiazda filmowa sprzed lat.

## Obsada
W filmie wystąpili:
- Manuela Martelli jako Bianca
- Luigi Ciardo jako Tommaso
- Rutger Hauer jako Maciste
- Nicolas Vaporidis jako Libio
- Alessandro Giallocosta jako Bolończyk
- Pino Calabrese jako policjant
- Patricia Rivadeneira jako fryzjerka
- Maria De Aracelli jako fryzjerka
- Luciano Lavarra jako fryzjer